# Lixini
Lixini  (лат.) — триба долгоносиков из подсемейства Lixinae. Наиболее распространённая триба из подсемейства Lixinae. Около 700 видов.
С палеоцена известен род Lixus F. (Piton, 1940).

## Распространение
В Палеарктике 300 видов, в Афротропике — около 200. 
В фауне ликсин Западно-Сибирской равнины и Дальнего Востока триба Lixini составляет примерно 40 %.

## Описание
Представители трибы Lixini, в отличие от триб Rhinocyllini и Cleonini, питаются стеблями и соцветиями многих семейств растений.

## Систематика
В трибе Lixini выделяют две группы родов, отличающиеся строением и экологией личинок: 1 группа — род Larinus и близкие рода обладают овальным телом (личинки развиваются в цветах); 2 группа — Lixus и близкие рода обладают длинным цилиндрическим телом (личинки развиваются в ветвях, черешках и корнях). 15 родов, в том числе:
- Eugeniodecus
- Eustenopus
- Gasteroclisus
- Hololixus
- Hypolixus
- Ileomus
- Lachnaeus
- Larinus
- Lixus
- Microlarinus
- Microlixus
- Mycotrichus